# The Afters
The Afters este o formație americană de muzică rock creștin, inițiată de Joshua Havens și Matt Fuqua.
Puțin probabil de origine a cvartetului rock cu sediul in Texas Afters este cufundat în cofeină.
Josh Havens și Matt Fuqua lucrau impreuna la un Starbucks din Mesquite, Texas, în timp ce joacă pentru alte formații. În nopțile lent, ei se distra clienți și de jucau cateva piese acustice. "Sunt sigur că nu am fost trebuia să fie muzica pe ceas, dar clientiilor ia placut," glume Havens.
Ei lichidau joaca un spectacol acustic împreună la o conferință de biserică, și au fost surprinși atunci când oamenii au venit la ei, după spectacol care solicită în cazul în care juca data viitoare. "Ne-am gandit ca ar fi distractiv de a jucam un spectacol și apoi revenim la benzile noastre", explică Fuqua. "În schimb, am fost copleșit cu feedback de la oameni incredibil Ne-am decis. Pentru a păstra joulc împreună și să vedem unde ne-a luat."
Drumul a condus la o serie de spectacole acustice la ușă, un club legendar Dallas. "Suntem de lichidare, cu 300 de oameni la show-ul nostru prima și mulțimile luat mai mare de fiecare dată ne-am jucat," paradisurile amintește.
De acord cu trecerea de la acustic la electric, Fuqua și Havens inceput sa caute un tobosar si basist. Natural au găsit ceea ce căutau de la Starbucks. Dodd și Wigg, de asemenea, angajații, s-au alăturat sa cante la baterie și chitară bas, respectiv. Performanțele trupei puternic câștigat Afters un text fideli si pentru doi ani, trupa ambalate Door consecvent.
Wigg explică, "Am fost în măsură să atragă oameni în la performantele noastre live inițial prin intermediul nostru carisma pe scena special Josh.. El a arata ca un fel de vis, nostalgic de vulnerabilitate nevinovat menținând în același timp un grad de farmec increzator Dar când rupe spectacol. până la elementele sale exista o mare varietate de a fi găsit Josh cântă, cânt, Matt cântă, avem cântece pop, am melodii cu adevărat dramatice rock-vă-față-off, ne-am balade zdrobitoare, melodic.. Există într-adevăr este ceva pentru toată lumea. "
În anul 2000, Afters a intrat în studio pentru a înregistra un cântec de șase EP. Au vândut toate 2000 de exemplare in cateva saptamani si a castigat destui bani pentru a reveni la studio pentru a reduce lor de debut, cand lumea este minunat. Independent, a lansat în anul 2001 sub numele lor originale Blisse, albumul a vandut peste 25.000 de exemplare și a devenit un discontinue pe radio rock Dallas.
Trupa a știut că era pe ceva, dar a fost un spectacol de Halloween 2002, care a convins Dodd. "Asta a fost atunci când am știut am fost în cele din urmă va fi capabil să renunțe la Starbucks", spune el cu un râs. "Am fost pe scena si toate dintr-o dată piese de făcut clic în locul în același timp, M-am simțit. Ca nimic nu ne poate opri."
Doi ani mai târziu și cu o noua porecla, Afters semnat cu Simple / INO Records pentru a înregistra lor follow-up, eu doresc să ne ALL ar putea câștiga. Bazat pe puterea de album, Epic Records au convenit să semneze Afters și lanseze albumul în iarna anului 2005.
ALBUM
Îmi doresc să putem câștiga toate, debut majore eticheta de la Afters, soldurile chords musculare putere cu melodii creșterea și momente simple acustice cu orchestrație maiestuoasă pentru a crea un soundscape epic.
"Muzica noastra este de a găsi un teren comun și despre căutarea trecut etichete simple care oamenii folosesc pentru a împărți lumea în subculturi ușor de definit," spune Josh Havens, chitaristul și vocalistul pentru cvartet de rock cu sediul in Texas Afters.
Produs de Brown Bannister și Muckala Dan, 10 de melodii pe Îmi doresc să ne ALL ar putea câștiga au fost înregistrate în timpul verii din 2004, în Nashville, TN.
"Dan Brown și au stiluri complet diferite de lucru, dar amândoi au reușit să capteze energia show-ul nostru live", spune Fuqua. "Dan este experimental și va merge impreuna cu orice idee nebun doar pentru a vedea ce se întâmplă în timp ce Brown se calculează și se știe exact ce vrea. A fost minunat sa lucram cu ei pentru că am avut mai bun din ambele lumi."
Album Primul single, "Beautiful Love" se deschide cu un crescendo de chitara, pian și baterie înainte de voce agil Havens "și un cor de apel chitare rupe prin DIN. Melodia a fost scrisa, Havens spune, în timp ce soția sa a fost în Mexic într-o călătorie umanitar-ajutor. "La scurt timp după ce ne-am căsătorit, ea a plecat pentru a ajuta la construirea de case pentru oamenii care locuiau în cocioabe am fost. Înapoi în Dallas zdrăngănind pe o chitara gândire despre modul în care oamenii spun" iubirea poate schimba lumea. " Este, de obicei, un cliseu, dar soția mea a fost faptul că idealul de viață În noaptea aceea am. Scris "Beautiful Love", pentru ei și toate lucrurile magice care pot veni din iubire. "
Mesajul plin de speranță în "Beautiful Love" robinetele într-o temă care se desfășoară pe toată album cu melodii precum "Love Lead Me On", "Într-o zi" și "până când lumea." "Suntem toți în această lume trăiesc viața noastră, încercăm să facem noastre cele mai bune și încercând să dau seama de ce suntem aici", explică Havens. "În esență, albumul se execută despre cursa vietii. La finalul cursei, există învingători și învinși. Cu aceste cântece, am explorat o viziune utopică în cazul în care câștigă toată lumea și viețile tuturor pentru ceva mai mare decât propriile dorințe."
În studio, Afters realizat în totalitate a viziunii au avut pentru "Așteptați"-unul din cântecele lor cele mai vechi, prin adăugarea unui secțiuni șir să însoțească vocea Wigg si chitara acustica. "Acest cântec îmi amintește o mulțime de tatal meu care era un muzician și motivul pentru care am ajuns in muzica," spune Havens al cărui tată a murit recent. "El a fost astfel o sursă de inspirație pentru trupa. El a fost mereu acolo ne sprijină și ne provocatoare pentru a încerca lucruri diferite muzical cred. I-ar fi plăcut modul în care acesta a ieșit."
"Privind retrospectiv, puteți găsi întotdeauna lucruri pe care le-ar fi făcut diferit pentru cea mai mare parte am stiut cum am vrut să sune melodii,. Și cu ajutorul și Dan Brown, care ne-a impins muzical și creativ, am fost capabili să face record am imaginat Suntem constant străduindu-se să fie o trupa mai bine.. Acest album lovituri de departe nimic din ce-am facut vreodata înainte și vrem să continue să faci asta cu albumele viitoare. "